# Emilià de Nicea
Emilià de Nicea (grec antic: Αἰμιλίανος, llatí: Aemilianus) fou un epigramàtic grec nascut a Nicea. De la seva vida i època no es coneix res, i només s'han conservat tres dels seus epigrames que són inclosos a l'Antologia grega.